# ヘッドオン
ヘッドオン (Head-On) は、1979年に稼働を開始した、セガ・エンタープライゼス（のちのセガ）のアーケードゲーム。最初のドットイートゲーム作品として知られている。
本作は前年の1978年に爆発的ヒットとなった『スペースインベーダー』の後釜を目指す、「ポスト・インベーダー」として作られ、テレビコマーシャルも放映されるなど、かなり力を入れて売り出された。
なお、当稿では続編の『ヘッドオンII』、『カーハント』およびヘッドオンのライセンス生産やコピーゲーム（クローンゲーム）についても、併せて解説する。

## ゲームの概要
ゲームは円周状のサーキットで行われ、外周から内周まで計5車線が存在する。スコアや残機表示は内周のさらに内側の、画面中央に存在する。
プレイヤーが操作するキャラクターは黄色い車（以下：MY CAR）で、画面中央下部から反時計回りにスタートする。プレイヤーを邪魔するキャラクターは赤い車（以下：RED CAR）で、プレイヤーの背後から時計回りにスタートする。
サーキットはドットゾーンと上下左右の車線変更ゾーンに分けられる。ドットゾーンには黄色いドット（点）が敷き詰められており、MY CARを操作してドットを全て消すことがプレイヤーの目的である。一方、RED CARはMY CARを妨害するために同じ車線に変更してくるため、プレイヤーはこれを避けて全ドット消去を目指す。RED CARを避けてドットを消すには、車線変更ゾーンでの車線変更が必要となる。上か下の車線変更ゾーンではレバーを上下に、左か右の車線変更ゾーンではレバーを左右に動かすことで車線変更をする。なお低速では2車線まで変更できるが、高速では1車線しかできない。RED CARの車線変更は常に1車線までである。RED CARを避けるもう一つの方法に速度変更があり、加速ボタンを押さないと低速、押している間は高速で走る。RED CARもMY CARにあわせて高速と低速を使い分けて走り、ドットが少なくなると常時高速で妨害して来る。RED CARは時々、ドットを赤色菱形の「スペシャルドット」に変える。これをMY CARが取ると通常のドットより高得点となる。ただしスペシャルドットの上を再度RED CARが通ると、通常のドットに戻る。
全ゾーンを走行してドットを消せば「BONUS」表示が出て1面クリア。2面ごとにRED CARが一台ずつ、最大三台まで増える。全8面クリアすると元に戻る。

## 他の仕様・筐体など
- 当時のゲームのスコアは10点毎か100点毎だったが、当ゲームは5点毎に刻まれていた。
- この時代のアーケードゲームでは『ブロックくずし』や『スペースインベーダー』が流行したことから、殆ど縦長の画面が使われていた中、当ゲームは当初発売されたアップライト（箱型）筐体では横長を採用しており、当時としてはやや珍しい。なお2in1筐体『スペシャルデュアル』で使われたテーブル筐体では、他のゲームと兼用する意味もあって横長画面となったが、MY CARとRED CAR（の一台目）の発進位置は画面下部のままである。
- コントロールパネル（レバーやボタン）の配置は、通常のゲームでは左が移動レバー（またはパドルなど）、右がボタンであることが多い。だが当ゲームは逆で、左が加速ボタン・右が車線変更レバーとなっていた。ただし後述するライセンスやコピーでは左がレバー・右がボタンである。
- サウンドも低速走行・加減速・高速走行・衝突音など、当時のゲームとしてはリアルに作られていた。
- バージョン違いとして、画面の色（アップライト筐体は青背景に黄色いレーンと白いドット、後述のスペシャルデュアル版は黒背景に青いレーンと黄色いドットなど）やRED CARのデザインに複数の種類が存在した。
- スコア表示は10万点を超えると0点に戻り、以後これを繰り返す。

## ヘッドオン2
本作の続編として発売された。主な違いは以下の通り。
- Uターンレーンが付き、車の進行方向を逆にすることが可能になった。パートIではMY CARとRED CARが常時反対方向を向いていたが、パートIIではUターンレーンを使えばMY CARとRED CARを続行運転にすることが容易である。なお、RED CARが二台以上出ていれば必ずしもそうならない。またUターンレーンに隣接する車線変更ゾーンは1車線増えて4車線まで変更可能。このためゲーム開始当初の難易度はパートIより簡単になっている。
- RED CARがパートIは二面クリアする毎に一台増えたが、パートIIは一面毎に増える。
- RED CARのデザインは中央に穴が開いたデザインに統一された。
- 他の画面・サウンド・基本ルール・筐体などは殆ど変わっていない。
- RED CARが最高3台までだったパートIに対し、パートIIでは、4台まで出現する。Uターンレーンの登場による難易度調整のためと推測される。
- Uターンが可能になったため、開発時に意図されないバグも発生するようになった。RED CAR同士、一つのレーンに双方向から入り込み、そのまま止まってしまうことによるバグである。一番外側のレーンで良く発生する。もし、まだ取り残しのドットがあるレーンでRED CAR同士が頭同士でぶつかる状態で止まったままになると、そこに自車を突っ込ませても大破してしまい、その面はクリアできず、自車を一台、失うこととなる。逆に、自車を走り進め、わざとRED CAR同士がぶつかるように仕向けるパターン化も可能である。ボーナス1000点の画面では、ゲーム開始の最初から、フルアクセルでスタートし、Uターンレーンに入ると、RED CARの二台が外側のレーンで止まった状態となり、クリアするのがかなり楽になるという、バグを意図的に活用する高等テクニックも存在する。

## システム基板の概念
本作以前に制作されたアーケードゲーム基板を流用し、一部を作り変えて別のゲームを出すという、システム基板の概念は、CPUを使った世界初のアーケード基板であるミッドウェイ「8080基板」の時点で既に確立されていたが、国産では前述の『インベーダー』そしてその後のナムコ『ギャラクシアン』の頃から本格化してきた。いわゆる「ヘッドオン基板」で動いたゲームを、原則としてリリース順に以下に挙げる。
- スペースアタック（『スペースインベーダー』のコピー）
- ヘッドオンII
- カーハント
- 侍
- カーニバル
- ディープスキャン
- スペーストレック
- トランキライザーガン
- N-SUB
- パルサー
- ボーダーライン（英語版）
- 平安京エイリアン（セガ製ではないが、メーカーの電気音響が基板を流用）

ヘッドオン基板の特徴として、前述した背景に色が付けられることがある。この頃のテレビゲームのカラー化は、インベーダーが途中からカラーになったことからも判る通り、まだ白黒ゲームが幅を利かせており、カラーゲームでも背景は黒だった。当ゲームはそれぞれのキャラクターに固有の一色が付けられるだけでなく、背景にも色を付けることができた。『ヘッドオン』は背景が青色という、当時としてはまだ珍しいもので、前述の『スペースアタック』もPart IIから背景が青となった。セガの技術の高さを見せつけた要素の一つである。
しかし「ギャラクシアン」の基板はキャラクターに色を複数付けられるなど、その性能はインベーダー基板やヘッドオン基板より優れていた。ヘッドオン基板とタイトーのインベーダー基板は数が多く、廃棄するには新しかったため、いくつかのゲームは上記の通りROM交換で発売していた。そのため1981年頃まではセガ・タイトーに比べ、他の中小メーカーの大半がギャラクシアン基板で華やかな演出のゲームを作れるという、一見矛盾した展開が見られた。

## 開発
従来のゲームにおいて、ゲームの展開に合わせて「絵」を描き換える手法がとられていた一方、本作においてはゲームの展開をライブラリ化し、一連のイベントを用意したうえで、イベントに合わせて「絵」を用意するという手法がとられている。
セガの元社員である矢木博は、4Gamer.netのインタビューの中で、本作の開発手法について感銘を受けたと述べており、今となっては当たり前だが当時としては斬新だったと振り返っている。

## 亜流
『インベーダー』がコピーゲーム（クローンゲーム）が多数作られたのを意識してか、セガは当ゲームに対し、積極的にライセンス生産の許可を出した。下記の大多数がライセンスである。ただし、結局コピーゲームも作られた。

### コースが同じもの
セガのオリジナル同様、長方形のサーキットで構成される作品。
アイレムヘッドオン（アイレム→後のアピエス）
1979年9月より稼働。画面の色などはセガと同じ。独自の要素として、コース中に出現する「I」,「R」,「E」,「M」の4文字を全て拾うとボーナス点が入った。
ヘッドオン（豊栄産業→バンプレスト）
2in1筐体になっており、コイン投入後、背景が黒の時にセレクトボタンを押すと『スーパースペースストレンジャー』（インベーダーのコピー）、赤の時に押すとヘッドオンとなる。ヘッドオンはキャラクター・サウンド・演出などセガ版と全く異なる作りになっており、スペシャルドットは"×"印。
ランナウェイ（サン電子）
画面は白黒だが緑の色セロファンが貼られており、プレイヤーのキャラクターが人間で敵がイカ（『インベーダー』の30点インベーダー）、衝突すると爆発でなく、衝突した両キャラクターが足をカックンカックンさせる、などの特徴を持つ。
ワールド・ヘッドオン（ワールド・ヴェンディング）
インベーダーのコピーゲーム『ワールドインベーダー』と同じ基板を使用。こちらも画面が白黒、敵車の正面にバンパーがある、敵車が高速で走らない、衝突するとドクロマークが点滅、などの特徴を持つ。
ヘッドオン?（ショウエイ）
スタントカー（開発：セガ・グレムリン／販売：日本物産）
カーチェイス（レジャック→後のコナミ）
イーグル（データイースト）
『スペースファイター』（『インベーダー』のコピーゲーム）との2in1筐体。
ヘッドオンN（任天堂レジャーシステム）
ヘッドオン（サミー）
ここまでの上記3社は、セガ版と全く同じ。
名称不明（ジャパンレジャー→後のジャレコ）

### コースが違うもの
長方形サーキットではないが、便宜上特筆すべき作品のみ簡単に説明。なおコース形状を変更した他のドットイートゲーム（ローリングクラッシュ、サファリーラリー）などは「ドットイートゲーム」を参照。
カーハント（セガ）
ヘッドオンシリーズ第3弾として登場。自分の車が上下左右に移動可能、複数の色と動きのパターンを持つ敵、複雑化したコース、コミカルなサウンドなど新しい要素が盛り込まれている。このゲームよりも前述の『スペシャルデュアル』で2in1筐体を組んでいた『ディープスキャン』の方がヒットした。現在まで家庭用ゲーム機に移植されていない。
レッドタンク（シグマ→後のKeyHolder）
『ヘッドオン』ではいわゆるカーレースを意識した自動車となっていたが、『レッドタンク』では戦車となっている。また『ヘッドオン』では敵が赤いスペシャルドットを出すことがあるが、『レッドタンク』ではこれが地雷となっていた。さらに爆発シーンのアニメーションも『ヘッドオン』と同じものである（これは見比べてもはっきり判る）。当時はテレビゲームの他著作権が良くも悪くも曖昧だったため、他メーカーのゲームのグラフィックを流用することが稀に見られた（例えば麻雀ゲームでは、他のメーカーの牌のデザインを拝借したゲームが、現在も稼動している）。
ドットリ君（セガ）
セガが1990年代、一般的なアーケードゲームの汎用筐体として販売していた「アストロシティ」などに、出荷時同梱していたゲームソフト（基板）。
当時の電気用品取締法の申請・認可の基準をクリアするためのダミーゲームであり、インカミング運用を前提としていないためグラフィック・ゲーム性ともに極めて簡素な内容となっている。コースは『ヘッドオン』に似ているが、実際の操作方法は『パックマン』に近い。
2020年12月、セガトイズが販売するアーケードゲームを多数収録した復刻系ゲーム機・アストロシティミニに、「おまけ」として『ドットリクン』名義で収録され、これが家庭用ゲーム機への初移植となった。なお後述する公式サイトでは、本作を「テスト用基板」（のゲーム）と解説している。

### 移植など
当時のマイコンへの移植は、ゲーム内容がやや単純なこと、車の動きがプログラム的にやや複雑になることもあってか、移植数や知名度は高いとまでは行かなかった。後に著作権の問題で、アーケードメーカーの許可無しにタイトル・内容とも同じゲームが出しにくくなり、『マッドサーキット』など名前を変えたゲームもある。特記がないものはセガ発売。
SG-1000版
海外版タイトルである「パッカー」としてリリースされている。
カウンターラン
1988年に日本システムが開発。ルールはヘッドオンに基づきカラフルなコースで、車はFIカー、ドットはフルーツになっている。
ファーストレーン
1988年にコナミが海外のみで発表したリメイク作品。同社のグラディウスシリーズのパワーアップシステムを採用し、敵車を攻撃することが可能になっている。
ゲームボーイ版
テクモ（後のコーエーテクモゲームス）による任天堂のゲームボーイへの移植版。アーケード移植モードの他に、コースの変化と障害物が追加になったアレンジモードの2つが遊べる。
モニ太とリモ子のヘッドオンチャンネル
1995年にセガがロケテストを行なったものの、未発売に終わったリメイク作品。テレビ番組を題材とした内容となっており、2人同時プレイも可能だった。2人同時プレイのみ、その場復活。
PlayStation 2版
2005年12月22日発売のセガエイジス2500シリーズVol.23のセガメモリアルセレクションに収録。アレンジ版も収録されており、こちらは車の代わりに光がプレイヤーとなる。
プチコン / GAME1
完成されたゲームでなくサンプルプログラムである。車のスピードはドットをとるたびに速くなる、敵の登場は二面からで外周しか動かないなどの特徴を持つ。プチコン公式サイトでも、実行時の動画とプログラムリストがすべて公開されている。